# Sinclinal

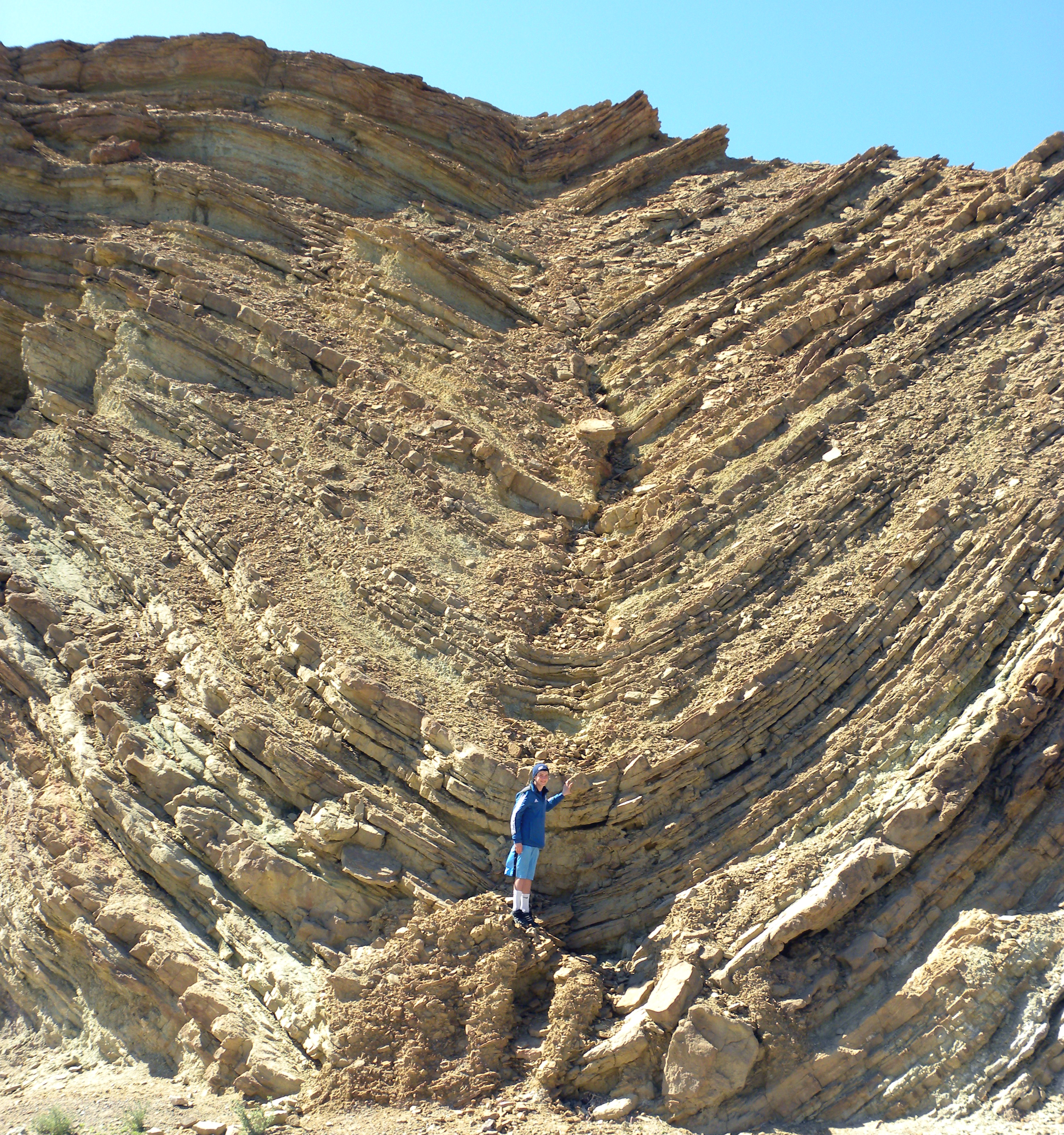
Sinclinal.

Un sinclinal es un pliegue de la corteza terrestre que presenta los estratos más recientes en su núcleo. Se forman por los efectos tectónicos de la dinámica terrestre.
Se denomina «sinforma» o «pliegue sinforme» al pliegue cóncavo (forma de U o V); normalmente se usa en lugar del término sinclinal cuando no se sabe el orden cronológico de la sucesión sedimentaria. Asimismo, se denomina «falso sinclinal» o «anticlinal sinforme» cuando un anticlinal (pliegue con los estratos más antiguos en el núcleo) ha sido invertido por la tectónica, mostrando entonces la convexidad hacia arriba (sinforma).

Sinclinorio.

Se denomina «sinclinorio» a la estructura sinformal regional compuesta por una sucesión de anticlinales y sinclinales más pequeños.
Los nombres de sus partes son similares a los del anticlinal: flancos y charnela o cuenca sinclinal.  debido a las fuerzas de compresión de un movimiento orogénico. Y al igual que en el anticlinal podemos destacar: el plano axial, el eje y el buzamiento o inclinación de los estratos. Por su plano axial puede ser también: recto o simétrico, o inclinado -tumbado- o asimétrico. Y por su forma: en cuenca, pinzado, de V, de cubeta o braquisinclinal.. 
Al igual que el anticlinal, al que va unido, puede haber sido fallado, pinzado, tumbado, desplazado de su lugar de origen.. y erosionado. Un sinclinal puede estar conforme con la topografía del terreno, es decir más bajo que el o los anticlinales de los lados -en el Jura se le llama val- o, debido a la erosión, a más altura (relieve invertido o inverso), y entonces recibe el nombre de sinclinal colgado, lora o mambla y, cuando ha sido muy allanado, en lagunos sitios hablan de páramo o paramera, aunque no convendria confundir, y en el uso geomorfológico se tiende a usar estos últimos términos para plataforamas estructurales horizontales.
En geomorfología se denomina sinclinal colgado, a una estructura sinclinal que queda más elevada que los anticlinalres contiguos, por haber sido estos sometidos a una erosión que los rebaja.